# Elisa Amoruso
Elisa Amoruso (anhörenⓘ; geboren am 29. April 1981 in Rom) ist eine italienische Drehbuchautorin und Regisseurin.

## Leben und Wirken
Elisa Amoruso wurde in Rom geboren und mit Abschluss eines Studiums in Literaturwissenschaften an der Universität Rom La Sapienza erwarb sie ein Diplom in Drehbuchschreiben. Mit dem Film Chiara Ferragni – Unposted gab sie 2019 ihr Regiedebüt, dem im darauffolgenden Jahr Maledetta primavera folgte.
Im Rahmen der 73. Internationalen Filmfestspiele Berlin wurde The Good Mothers in der Kategorie Berlinale Series mit dem Berlinale Series Award ausgezeichnet. Der Film handelt von drei jungen Frauen, die mit ihrer Familiengeschichte konfrontiert werden.

## Filmografie (Auswahl)
- 2023: mit Julian Jarrold The Good Mothers
- 2022: Fedeltà (TV-Serie)
- 2022: Time Is Up 2
- 2021: Time Is Up
- 2020: Maledetta primavera
- 2019: Chiara Ferragni – Unposted
- 2014: mit Claudio Noce La foresta di ghiaccio